# Sekinari Nii

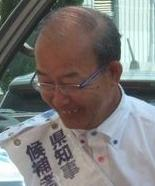
Nii Sekinari (2008)

Sekinari Nii (jap. 二井 関成, Nii Sekinari; * 20. März 1943 in Mine, Präfektur Yamaguchi) ist ein japanischer Politiker und war von 1996 bis 2012 Gouverneur von Yamaguchi.
Nii wurde nach Abschluss seines Studiums an der rechtswissenschaftlichen Fakultät der Universität Tokio 1966 Beamter im Ministerium für Selbstverwaltung. Ab 1982 lehrte er auch an der Shōbō-Daigakkō, der Akademie der nationalen Feuerwehrbehörde. Ab 1983 war er bei der Nihon Shōbō Kyōkai, der „japanischen Feuerwehrgesellschaft“, ab 1984 in der Präfekturverwaltung von Yamaguchi tätig, zuletzt ab 1994 als Leiter der Finanzabteilung (suitōchō), einem der „drei [wichtigen] Ämter“ einer Präfekturverwaltung. 1996 beendete Nii seine Beamtenlaufbahn und wandte sich der Politik zu.
Bei der Gouverneurswahl in Yamaguchi im August 1996 trat Gouverneur Tohoru Hirai nach fünf Amtszeiten nicht wieder an. Hirai unterstützte die Kandidatur des ehemaligen nationalen Abgeordneten und Ministers Akira Fukida, obwohl dieser von den Oppositionsparteien NFP und Kōmei unterstützt wurde. Nii hatte die formale Unterstützung der LDP, de facto vor allem der Mitsuzuka-Faktion, und konnte Fukida, den ehemaligen nationalen Abgeordneten Katsuhiko Ozawa (unterstützt von der Neuen Partei Sakigake) sowie zwei Kandidaten für die Liberale Liga und die KPJ schlagen. Danach wurde er dreimal jeweils nur gegen einen KPJ-Kandidaten im Amt bestätigt.
Bei der Wahl 2012 kandidierte er nicht mehr, zu Niis Nachfolger wurde mit seiner Unterstützung Shigetarō Yamamoto gewählt.